# NGC 6578
NGC 6578 ist ein planetarischer Nebel im Sternbild Schütze, welcher etwa 8.800 Lichtjahre von der Erde entfernt ist. 
Das Objekt wurde am 18. August 1882 von dem amerikanischen Astronomen Edward Charles Pickering entdeckt.